# Pycreus sulcinux
Pycreus sulcinux là loài thực vật có hoa trong họ Cói. Loài này được (C.B.Clarke) C.B.Clarke miêu tả khoa học đầu tiên năm 1893.